# Kościół św. Jana Chrzciciela w Głubczynie
Kościół pw. św. Jana Chrzciciela w Głubczynie – katolicki kościół parafialny znajdujący się w miejscowości Głubczyn (gmina Krajenka). Funkcjonuje przy nim parafia św. Trójcy.

## Historia
Pierwsza wzmianka o parafii głubczyńskiej sięga roku 1588, kiedy to założył ją opata bledzewski - Andrzej Kościelec-Kościelecki, posadawiając drewnianą świątynię. Budowla obecna (neogotycka) wzniesiona została w latach 1869-1871 przez właścicieli wsi – Bojanowskich, z zachowaniem większości barokowego wyposażenia z poprzedniego kościoła. W 1910, dla ewangelickich mieszkańców wsi został wybudowany drugi kościół. Proboszczami w parafii byli Polacy, mimo trwania zaborów. Szczególnie istotną postacią był bojownik o polskość Ziemi Złotowskiej - Maksymilian Grochowski, zamordowany przez Niemców w 1939.

## Wyposażenie
Ołtarz główny z kręconymi kolumnami pochodzi z pierwszej połowy XVIII wieku, z poprzedniego kościoła. W nastawie znajduje się obraz XVI-wieczny, który do połowy lat 80. XX wieku był zasłonięty innym. Z tyłu nastawy znajduje się napis: Renoviert A. D. 1928/ Pfarrer Grochowski Maler Heinr. Kottrup Berlin-Lichterfelde (remontowany przez Heinricha Kottrupa z Berlina). W górnej części znajdują się herby Grabowskich i Bojanowskicch. Pod sklepieniem wisi krucyfiks ujęty w czerwoną ramę w kształcie serca, na której umieszczono złocony napis: COMMORABITVR LECTVLVS NOSTER FLORIDVS ET DECORVS VALDE/ FASCICVLVS MIRRhAE DILECTVS MEVS MIhI INTER VBERA MEA (przełom XVII i XVIII wieku). Ołtarz boczny Matki Boskiej Niepokalanie Poczętej z około 1737. Ołtarz boczny św. Franciszka z pierwszej połowy XVIII wieku. Wszystkie te elementy są barokowe. 

## Otoczenie
Przy kościele stoi kolumna maryjna, kaplica pogrzebowa z muru pruskiego i rozciąga się cmentarz, na którym znajduje się ozdobiony Rodłem grób Maksymiliana Grochowskiego – bojownika o polskość Ziemi Złotowskiej. Oprócz tego pochowano tu m.in.:
- kanonika Jana Megera (24.6.1915-17.4.1991),
- rodzinę de Rozbetzkich w okazałym grobowcu,
- proboszcza Jana Polachowskiego, zm. 20 grudnia 1889 (tablica w ścianie kościoła)[4].

## Galeria

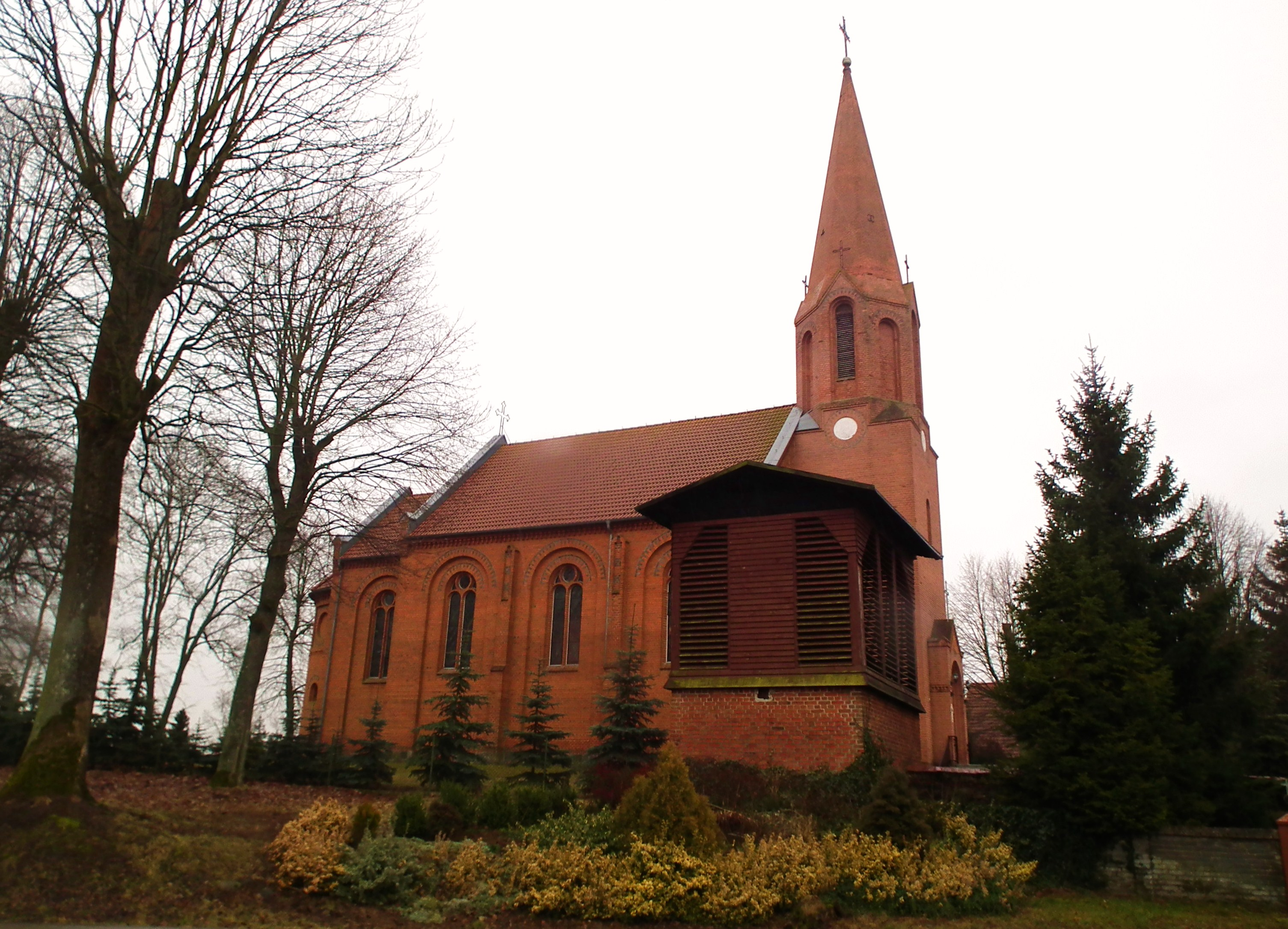
Wieża i dzwonnica
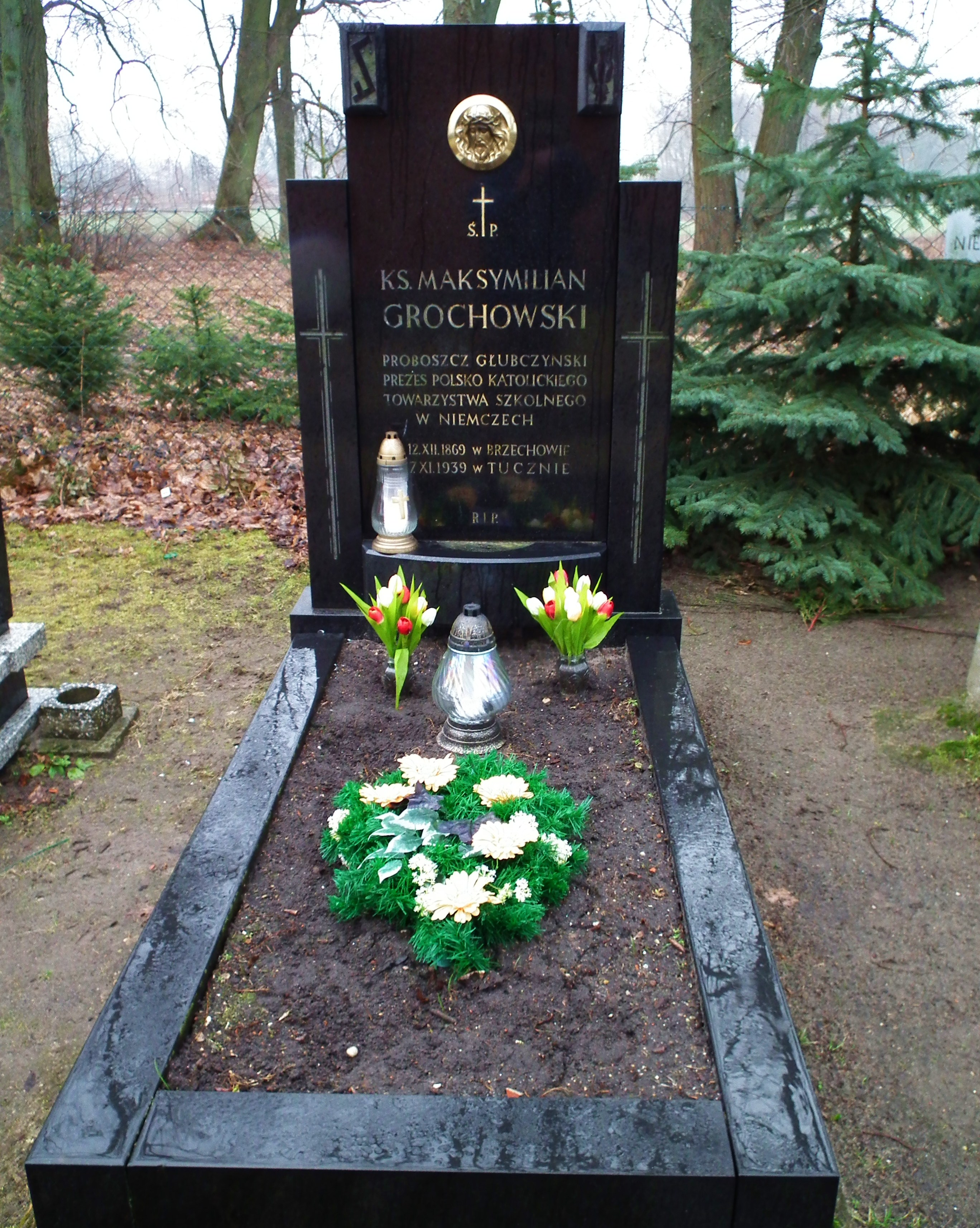
Grób M. Grochowskiego
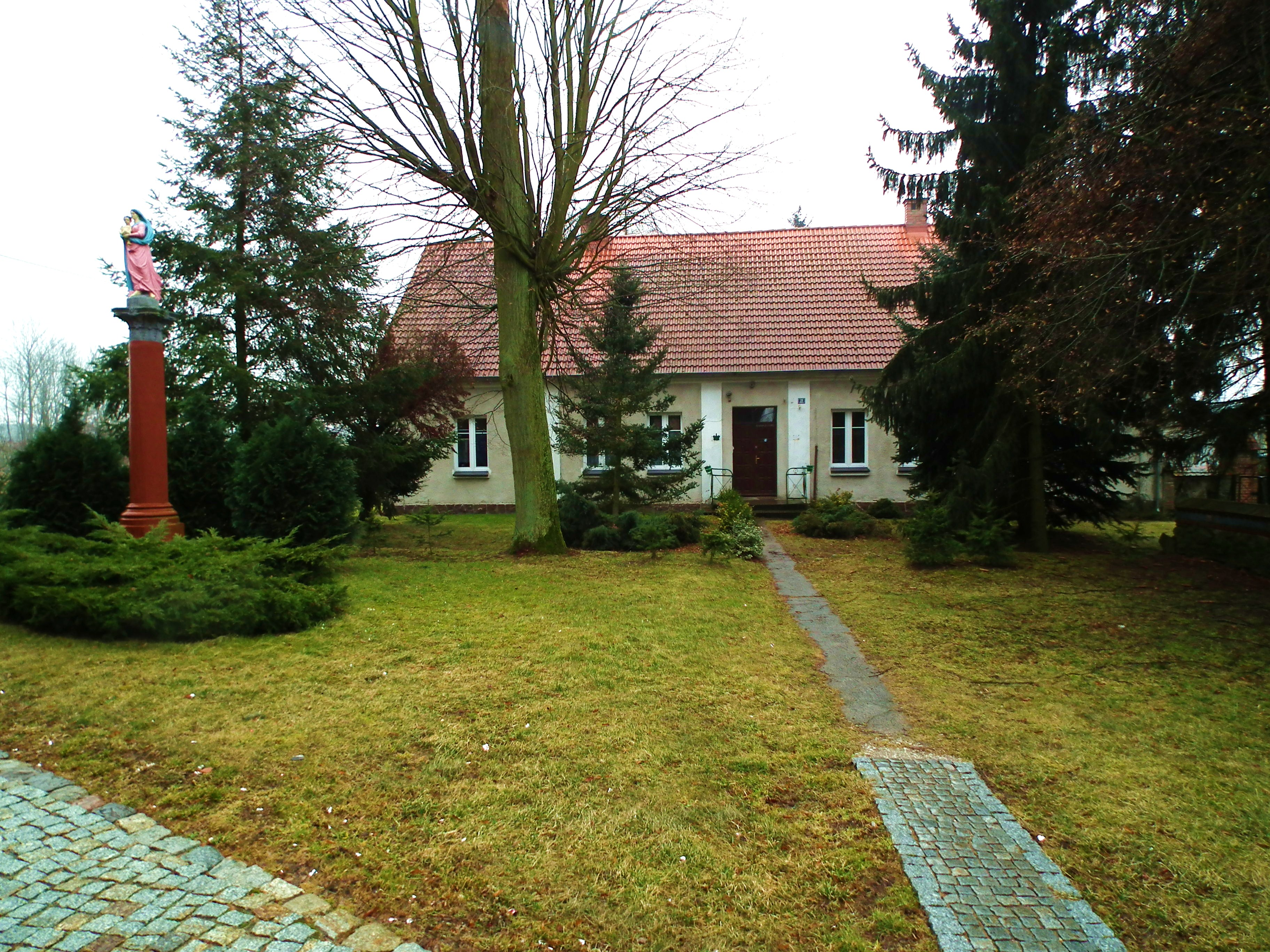
Plebania